# Nibelunzi (1924.)
Nibelunzi (njem. Die Nibelungen) je slavni njemački crno-bijeli nijemi pustolovni fantastični ep iz 1924. kojeg je režirao Fritz Lang. Film je snimljen u dva dijela; prvi, “Siegfried” je imao premijeru u kinima 14. veljače, a drugi “Kriemhilds Rache” 26. travnja 1924. Obadva filma snimljena su po sagi o Nibelunzima iz 13. stoljeća i sve skupa traju preko 4 sata. To je jedan od klasika kinematografije koji je u Njemačkoj doživio velik uspjeh u kinima.

## Radnja

### Siegfired
Princ Siegfried, sin kralja Siegmunda i vladara Nibelunga, s čarobnim mačem krene prema dvoru kralja Gunthera u gradu Wormsu kako bi zaprosio ruku princeze Kriemhild. Na svojem putu sretne kralja patuljaka Albericha koji mu otkrije blago Nibelunga u jednoj pečini te ubije zmaja i okupa se u njegovoj krvi, što ga učini nepobjedivim, osim jednog dijela na njegovom tijelu koje je bilo pokriveno listom i koji je ostao njegova „Ahilova peta“. Uz to, dobije i plašt koji ga čini nevidljivim. Kako bi osvojio srce princeze Kriemhild koje voli, Siegfried pomogne njenom bratu Guntheru da zaprosi ruku zle princeze Brunhild, vladarice Islanda, koja će se udati samo za muškarca koji ju pobijedi u seriji teških zadataka. Uz upotrebu svoje čarolije, Siegfried uspije riješiti zadaće ali stekne novog neprijatelja, Hagena, Guntherovog polubrata. Kada sazna da je bila prevarena kada se udala za Gunthera, Brunhilda se odluči osvetiti Siegfriedu. Hagen ga ubije kada sazna za njegovu slabu točku.

### Kriemhildina osveta
Nakon što je Hagen ubio njenog supruga Siegfrieda, Kriemhild se udala za Etzela, kralja Huna s kojim je dobila sina, ali je u njoj rasla želja za osvetom. Nije se pomirila s Guntherom koji je od nje oteo blago Nibelunga ni sa smrću Siegfrieda. Par godina kasnije ona uspijeva uvjeriti svojeg novog supruga da pozove Hagena i ostale Burgundijance u njihov dvorac kako bi mogla izvesti svoju osvetu. Etzel se protivi napadati goste, no ona nagovori njegovog brata da napadne Hagena. Izbija pokolj.

## Glumci
- Paul Richter – Siegfried
- Margarethe Schon – Kriemhild
- Theodor Loos – Kralj Gunther
- Hanna Ralph – Brunhild
- Hans Adalbert Schlettow – Hagen von Tronje

## Zanimljivosti
- Lutku zmaja upravljalo je 17 ljudi[2]
- Film je bio jedan od najkomercijalnijih u njemačkim kinima
- Priča je poprilično vjerna mitu o Nibelunzima

## Kritike
Bruce Durham je u svojoj recenziji napisao: 
„Prije Petera Jacksona i njegove triologije “Gospodar prstenova”, prije “Istrebljivača zmaja”, „Conana“ i Harryhausenovih filmova o „Sinbadu“, bili su „Nibelunzi“. Režirani od legendarnog Fritza Langa, ovaj nijemi klasik iz 1924. je otac svih fantastičnih epova, obavezan film za gledanje za svakog ljubitelja žanra...Osim iznimnog dizajna scenografije i inovativnog vizualnog stila, moram spomenuti i Siegfriedov susret sa zmajem. To je uistinu nevjerojatna scena, to više impresivnija kada se ima na umu kada je film snimljen...“Nibelunzi“ su jedno od onih rijetkih remek-djela koje nadvisuju kinematografiju, uistinu jedan velik film“.
Keith Allen je zaključio: 
„Langova adaptacija germanskog epa o Nibelunzima, od kojih je “Siegfried“ prvi dio, je vjerojatno redateljevo najbolje ostvarenje koje posjeduje nekakav mističan ugođaj. Lang je stvorio fantastičan, snovit svijet koji je nekako odvojen od običnog iskustva te ga je nastanio sa nevjerojatno dobro ostvarenim likovima“.
Richard Scheib je utvrdio: 
"Siegfried i Kriemhildina osveta su dva potpuno različita filma. Sigurno je tadašnjoj publici bilo neobično gledati ih odjednom. Oba filma govore o legendarnoj priči koja je postala slavna zahvaljujući "Krugu" Richarda Wagnera...U "Krimehildinoj osveti" Lang napušta fantastiku i mitologiju i film bi skoro mogao proći kao povijesni ep... Sva melodrama je pompozna i pomalo spora a Lang sigurno zna kako to naglasiti. Ono što osvaja je Langov hrabar, vizualno fascinanatan dizajn – likovi u šljemu s krilima, kostimi i zidovi sa snažnim trokutom i dijamantima. Njegovi filmovi su gotovo arhitekturške fantazije".
Damir Radić je zapisao:
Prvi, u znatnoj mjeri idilično intonirani dio, smireno je formalno oblikovan pri čemu dominira geometrijski pravilna i monumentalna arhitektura; u drugom je dijelu tome suprotstavljena kaotična mizanscena, sukladna silovitu sukobu Huna i Burgundijaca koji, uobličen izrazito dinamično, zauzima najveći dio filma. Dvojnost strukture očituje se i u izmjeni protagonista: dobronamjerna i vesela Siegfrieda smjenjuje opsesivna Kriemhilda, koja je sama podvojen lik – od žene pune ljubavi pretvara se u manipulativnu rušilačku silu što se naslanja na lik dr. Mabusea i navještava žensku podvojenost između dobra i zla u likovima Marije i robotske Marije iz Metropolisa, odnosno kasnije fatalne žene Langova američkog opusa.

## Vanjske poveznice
- Siegfried na Internet Movie Databaseu
- Kriemhildina osveta na Internet Movie Databaseu
- Recenzije
- Film u slikama  Arhivirana inačica izvorne stranice od 21. kolovoza 2006. (Wayback Machine)
- Analiza filma  Arhivirana inačica izvorne stranice od 16. siječnja 2006. (Wayback Machine) (Njemački jezik)